# Колягин, Юрий Николаевич
Юрий Николаевич Колягин (род. 23 декабря 1950) — советский и российский военачальник. Участник боевых действий в двух чеченских кампаниях и в Сирии. Заместитель командира 42-го армейского корпуса Северо-Кавказского военного округа. Генерал-майор.

## Биография
Юрий Николаевич Колягин родился 23 декабря 1950 года.

### Образование
- в 1972 году Московское высшее общевойсковое командное училище
- в 1981 году Военная орденов Ленина и Октябрьской Революции, Краснознамённая, ордена Суворова академия им. М. В. Фрунзе

На воинской службе
В 1968 поступил и в 1972 году окончил Московское высшее общевойсковое командное училище
1972—1973 -командир учебного взвода (в/ч 11396) Чебаркуль
1973—1976 -командир учебной роты Челябинская область
1976—1978 командир учебного батальона (в/ч 73866) Камышлов Свердловская область
1978—1981 слушатель Военной академии имени М. В. Фрунзе Москва
06.1983-09.1983 старший офицер оперативного отдела 5-й армии Борзя
1981—1983 начальник штаба-1-й заместитель командира мотострелкового полка Даурия
1983—1986 командир 247-го мотострелкового полка (в/ч 14344) Улан-Удэ
1986—1987 командир дивизии (в/ч 30472) Нижнеудинск
1987—1988 начальник территориального учебного центра подготовки резервов и хранения вооружения и техники
11.08.1989 — 22.06.1991 командир 38-й гвардейской мотострелковой дивизии Сретенск
1991—1992 командир 9-й мотострелковой Краснодарской Краснознаменной орденов Кутузова и Красной Звезды дивизии имени Верховного Совета Грузинской ССР Майкоп
в 1992 году избран депутатом Верховного Совета Республики Адыгея.
1993—1994 военный советник Сирия
1994—1997 Заместитель командира 42-го армейского корпуса по боевой подготовке
1997—2006 Военный комиссар Республики Адыгея

### В отставке
С 2012 года Инспектор Группы инспекторов Объединённого стратегического командования Южного военного округа Министерства обороны Российской Федерации, Ростов-на-Дону.

## Галерея

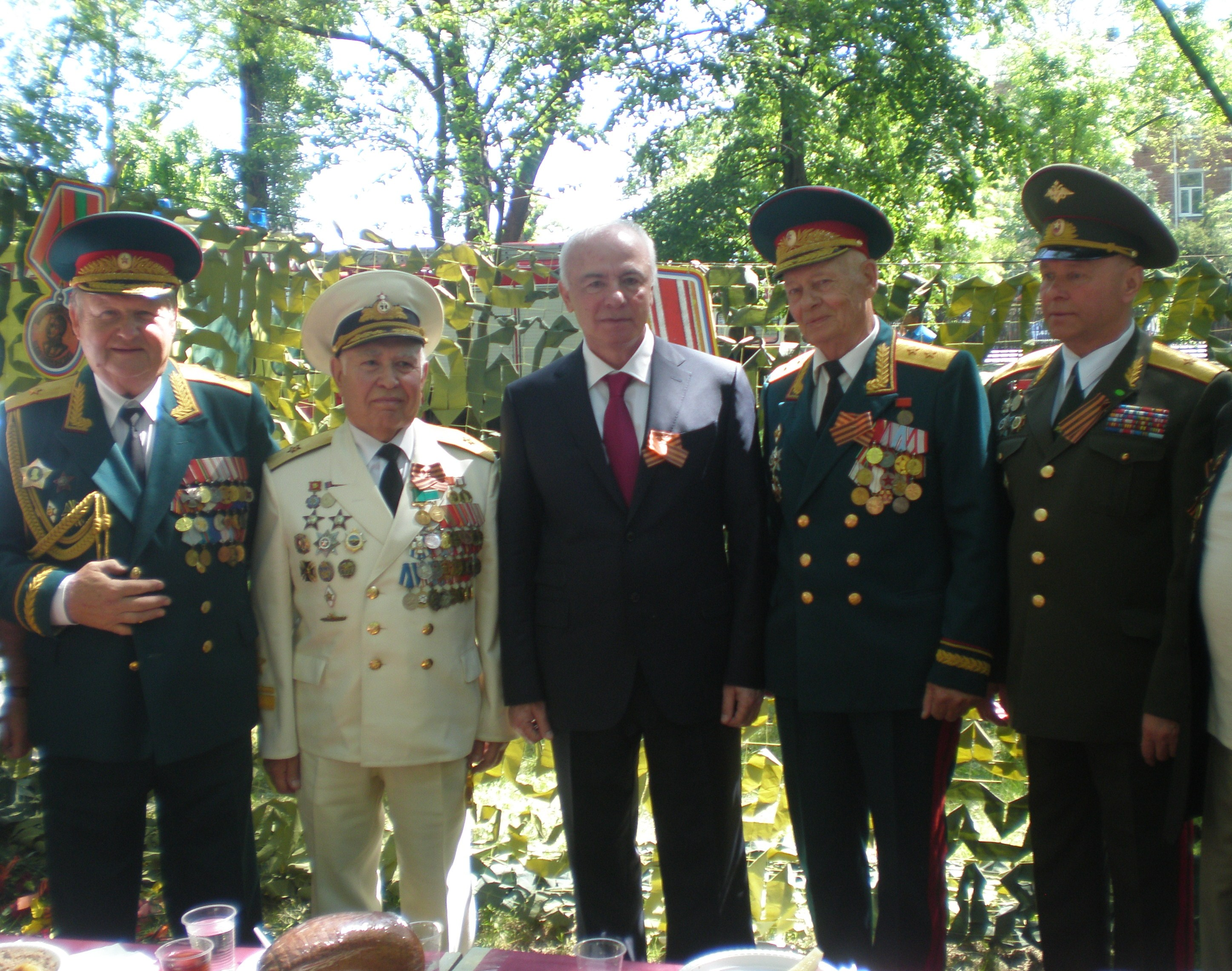
Глава Республики Адыгея А. К. Тхакушинов с генералами инспекторами: А. А. Дорофеев, контр-адмирал М. М. Тхагапсов, генерал-лейтенант Ю. Ф. Щепин, генерал-майор Ю. Н. Колягин. День Победы в Майкопе, 2013.
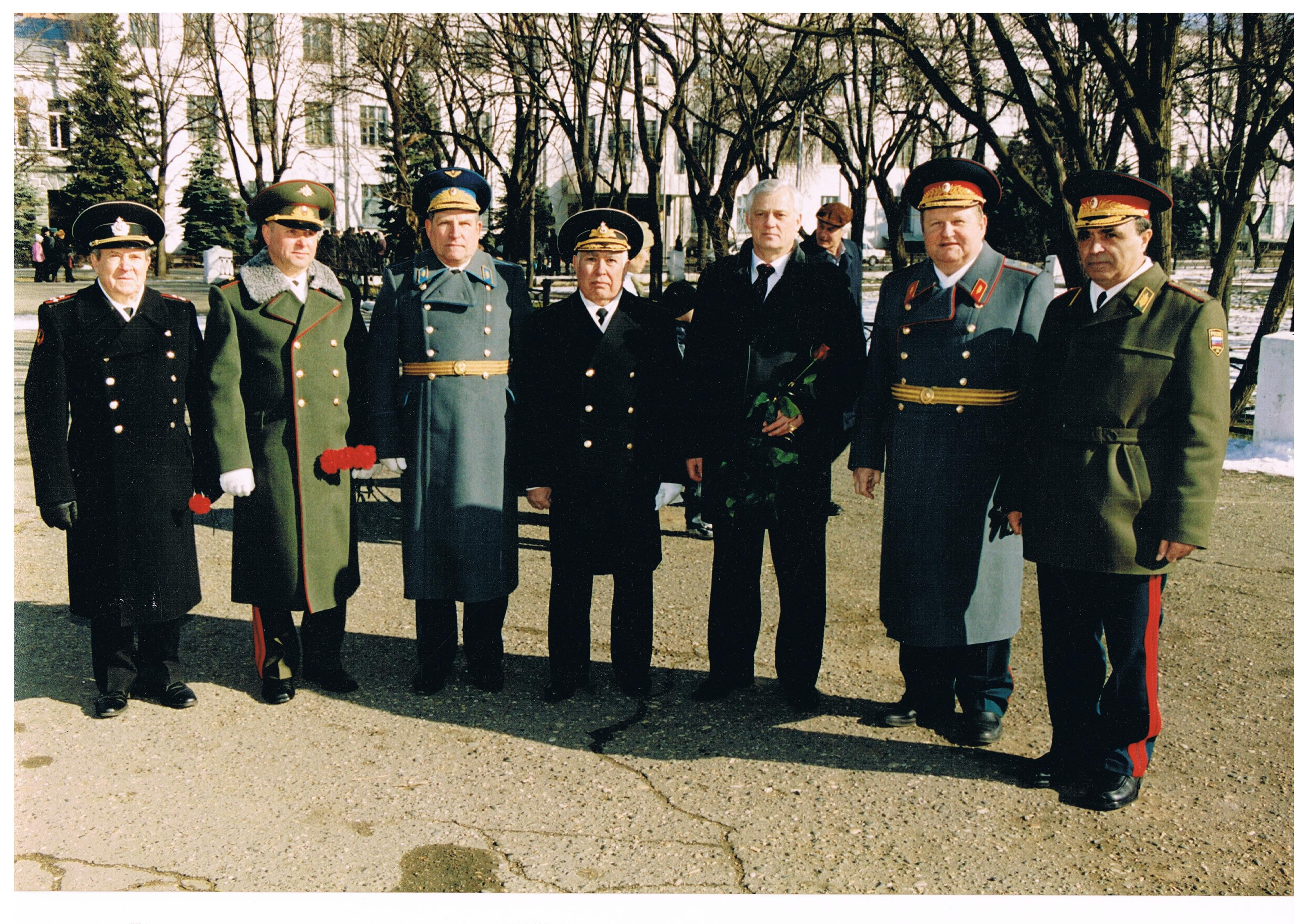
Герой Советского Союза М. Н. Гурьев и генералы Ю. Н. Колягин, Ю. М. Саленко, контр-адмирал М. М. Тхагапсов, вице-президент РА Н. В. Демчук, генерал-майоры А. А. Дорофеев и М. М. Бричев. Майкоп, 23.02.2003.
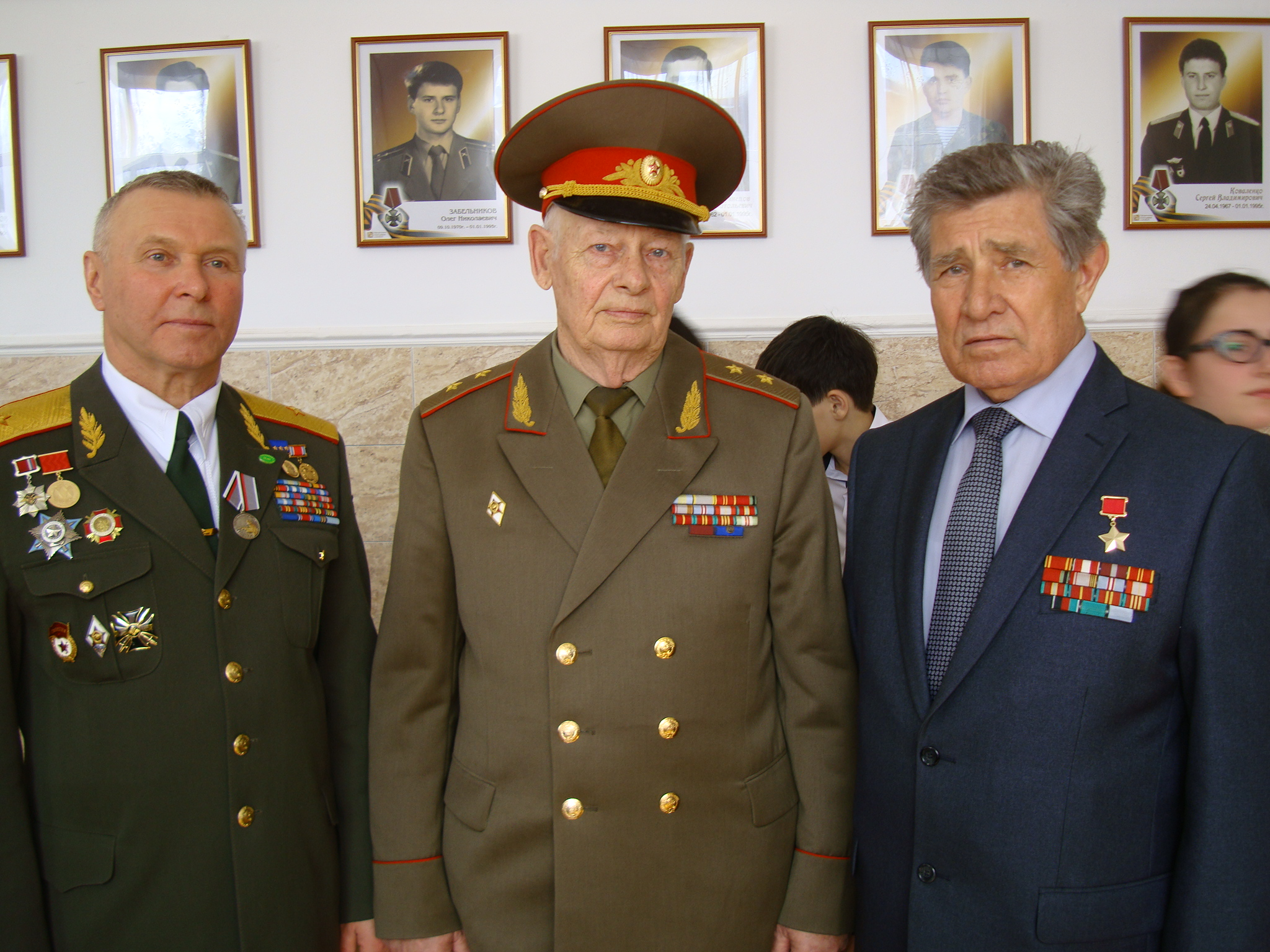
Генералы Ю. Н. Колягин, Ю. Ф. Щепин и Герой Советского Союза Г. П. Хаустов. Майкоп, 2015.
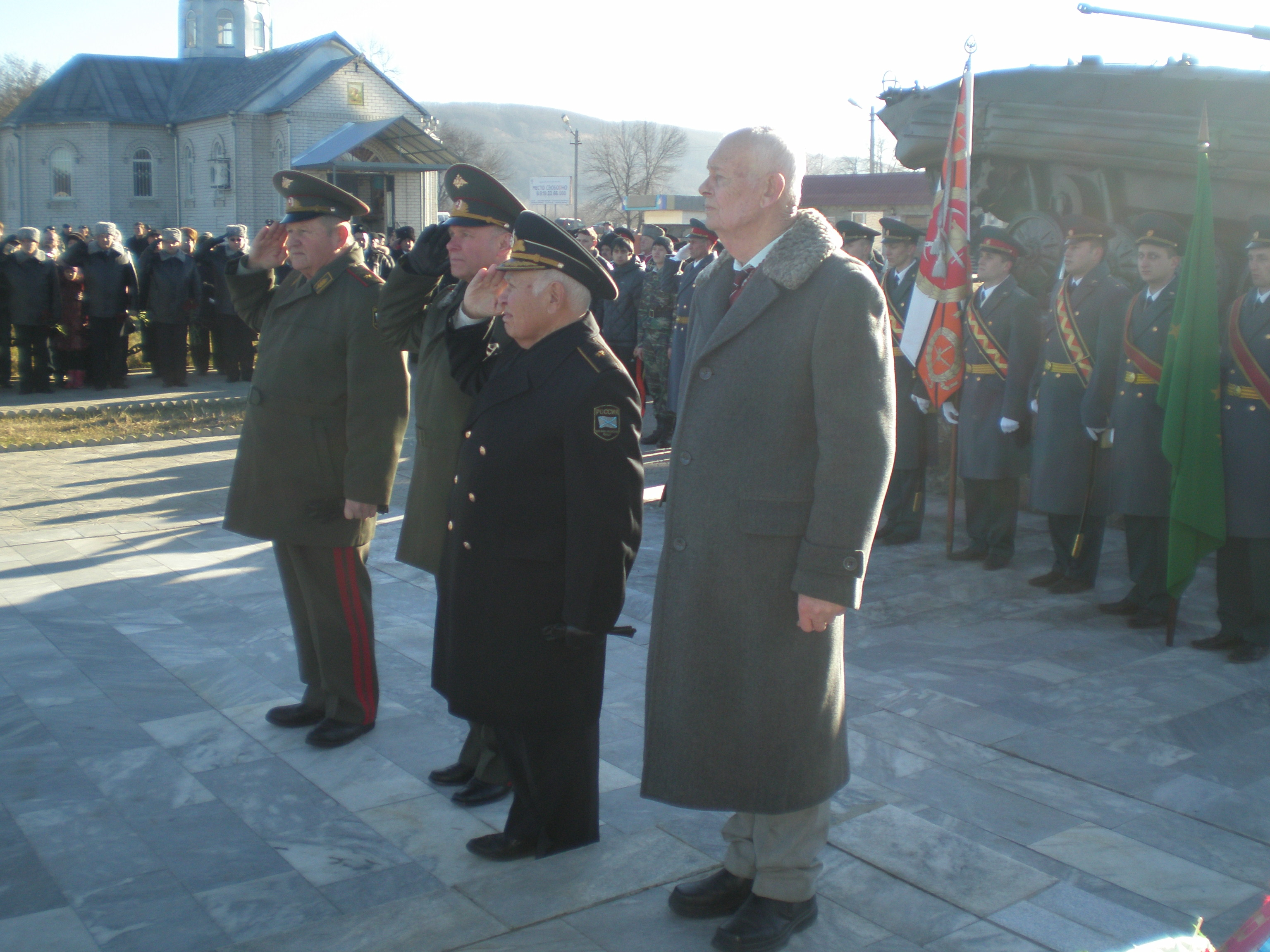
В День памяти погибших в локальных конфликтах у памятника воинам бригады. Генералы А. А. Дорофеев, Ю. Н. Колягин, М. М. Тхагапсов, Ю. Ф. Щепин. Майкоп, 2 января 2013 года.

## Семья
- жена
- дети

## Знаки отличия
- Орден «За военные заслуги» (Россия)
- Орден «За службу Родине в Вооружённых Силах СССР» 3 степени
- Медаль Суворова
- Медаль «За воинскую доблесть» (Минобороны) 1 степени
- Юбилейная медаль «300 лет Российскому флоту»
- Юбилейная медаль «60 лет Вооружённых Сил СССР»[4]
- Юбилейная медаль «70 лет Вооружённых Сил СССР»[5]
- Медаль «200 лет Министерству обороны»
- Медаль «За безупречную службу» I степени
- Медаль «За безупречную службу» II степени
- Медаль «За безупречную службу» III степени
- Медаль «100 лет Московскому ВОКУ»(2018)[6]
- Медаль «Слава Адыгеи» (2018)- высшая награда Республики Адыгея
- Медаль «За ратную доблесть» и др.